# I nattens lugn
I nattens lugn är synthgruppen Adolphson & Falks  fjärde album på svenska, utgivet 1986.

## Låtlista
A1 Någon (4:40)

A2 Ett Barn Av Buddha (6:10)

A3 Aha	(4:10)

A4 Mr Leitch (6:15)

B1 Fångad Som Ett Djur (6:25)

B2 Ifrån (4:25)

B3 Ge Inte Upp (3:50)

B4 I Nattens Lugn (5:30)

## Medverkande[2]

### Adolphson & Falk
- Anders Falk - Sång, Musik, Textförfattare (låt: A1-A4, B1, B2, B4),
- Tomas Adolphson - Sång, Musik, Textförfattare (låt: A3, B3)
- Greg Fitzpatrick - Arrangör, Keyboards, Synthesizer, Inspelning (låt: A3)
- Dagge Lundquist - Trummor, Trum Programmering, Percussion, Mixning, Inspelning (låt: A1, A2, A4-B4)
- Lars-Göran Nilsson - Producent, Programmering

### Produktion
- Peter Dahl - Gravering
- Ermalm's Egenart, Anders Lindholm - Omslag
- Peter Dahl - Mastering
- Lars Torndahl - Fotografi
- Anders Larsson - Inspelning (låt: A3)